# Општина Тарлунђени (Брашов)
Тарлунђени (рум. Tărlungeni) општина је у Румунији у округу Брашов.
Oпштина се налази на надморској висини од 618 m.